# Hoedspruit
Hoedspruit (afrikaans für ‚Hutfluss‘) ist eine Stadt in der südafrikanischen Provinz Limpopo. Sie liegt am Fuße der Kleinen Drakensberge, den nördlichen Ausläufern der Drakensberge, sowie an der Bahnstrecke von Mbombela nach Louis Trichardt. Der Luxuszug Pride of Africa hält dort.
Der Ort wuchs in den letzten Jahren wegen seiner Nähe zu einigen privaten Wildreservaten östlich des Kruger-Nationalparks, beispielsweise des Thornybush Nature Reserve beständig. Seit 1978 unterhält die Südafrikanische Luftwaffe den Militärflugplatz Air Force Base Hoedspruit. Ende der 1990er wurde unter dem Namen Eastgate Airport ein Bereich eingerichtet, auf dem auch zivile Luftfahrt zugelassen ist. Der IATA-Code lautet HDS, die Entfernung zur Stadt beträgt 13 km. Während der Betriebszeit des Space Shuttle war dies ein möglicher Notlandeplatz im Falle einer außerplanmäßigen Landung. Ein weiterer Flugplatz ist das Hoedspruit Civil Airfield, das dem Hoedspruit Flying Club gehört. Es befindet sich am Stadtrand auf einer Höhe von 1.800 ft (549 m) über dem Meeresspiegel.